# Camera inferioară
Camera Inferioară este partea legislativului bicameral care, deși formal considerată „inferioară”, poate deține puteri importante în procesul legislativ al unei națiuni.

## Atribute comune

### Sistem parlamentar
- În era modernă, are mult mai multă putere, de obicei din cauza restricțiilor impuse camerei superioare.
  - Excepții de la aceasta sunt Australia, Italia și România, unde camerele superioare și inferioare au puteri similare.
- Poate depăși camera superioară în anumite moduri.
- Poate vota o moțiune de neîncredere împotriva guvernului, precum și să voteze pentru sau împotriva oricărui candidat propus pentru funcția de șef al guvernului la începutul mandatului parlamentar.

### Sistem prezidențial
- Are în general mai puțină putere decât camera superioară, dar menține puteri exclusive în anumite domenii.
- Are puterea exclusivă de a pune sub acuzare executivul; camera superioară judecă apoi procesul de punere sub acuzare.
- Inițiază, de obicei, primele proiecte de lege referitoare la felul în care guvernul cheltuie banii publici și la resursele financiare necesare pentru a funcționa.

## Statut
Camera inferioară:
- Poate, într-un sistem parlamentar, să fie dizolvată de către executiv.
- Are control total sau inițial asupra bugetului, aprovizionării și legislației monetare.
- Are o vârstă de candidatură mai mică decât camera superioară.
- Este mai numeroasă decât camera superioară (cu excepția Regatului Unit).

Membrii camerei inferioare:
- Sunt aleși direct, în timp ce cei din camera superioară ar putea ocupa funcțiile prin alegeri directe sau indirecte, numiri sau moștenire.
- Sunt aleși mai frecvent și toți odată, nu pe mandate succesive.
- Sunt de obicei numărați în proporție cu populația diviziunilor lor administrative, spre deosebire de camera superioară.

De obicei, guvernul prezintă bugetul camerei inferioare, care trebuie sa îl aprobe.
Guvernul de la acel moment este, de obicei, obligat să prezinte bugetul camerei inferioare, care trebuie să aprobe bugetul. Este o practică răspândită ca legile de venituri (apropriere) să își aibă originea în camera inferioară. O excepție notabilă de la aceasta este Camera Delegatilor din West Virginia, Statele Unite, care permite ca legile de venituri să își aibă originea în oricare dintre cele două camere.

## Propunerile legislative
Propunerile legislative sunt venite din diverse surse (grup de deputați, guvern, senatori sau cetățeni), apoi acestea sunt distribuite către comisiile de specialitate pentru analiză. Comisia de specialitate emite un raport cu recomandări și avizul final (favorabil sau nefavorabil). Raportul este prezentat în plenul Camerei Deputaților și este dezbătut cu argumente pro și contra care pot aduce amendamente sau modificări la proiectul de lege. Pentru a fi trimis la următoarea cameră, proiectul de lege trebuie să aibă o majoritate simplă la votul final.
Procedura de urgență este atunci când proiectele de lege pot fi analizate, dezbătute și aprobate într-un timp mai scurt decât cel obișnuit. Acestea sunt folosite pentru legile care trebuie adoptate rapid (ex: situații de criză, necesitatea de a răspunde la o problemă de securitate națională, sănătate publică sau economie).

## Denumiri
Multe camere inferioare sunt denumite în moduri precum:
- Camera Deputaților
- Camera Reprezentanților
- Casa Adunării
- Casa Comunelor
- Casa Delegatilor
- Casa Poporului (inclusiv Lok Sabha)
- Adunarea Legislativă
- Adunarea Națională
- Consiliul Național
- Sejm/Seimas

### Camera Deputaților
Camera Deputaților este numele dat camerei inferioare în unul dintre următoarele state:
- Argentina
- Bolivia
- Brazilia
- Chile
- Cehia
- Republica Dominicană
- Haiti
- Italia
- Mexic
- Paraguay
- România
- Rwanda
- Spania
- Tunisia
- Uruguay

Este de asemenea numele dat parlamentului unicameral din următoarele țări:
- Luxemburg
- Liban

Din punct de vedere istoric, Camera Deputaților (franceză: Chambre des députés) a fost camera inferioară a parlamentului din A Treia Republică Franceză; numele este folosit informal pentru Assemblée Nationale în prezenta A Cincea Republică. A fost de asemenea descrierea oficială a Dáil Éireann (camera inferioară a parlamentului irlandez) în timpul Statului Liber Irlandez. Alte nume ale camerelor inferioare ale parlamentelor bicamerale sunt Camera Comunelor, Camera Reprezentanților și Adunarea Națională.